# Corryong
Corryong är en ort i Australien. Den ligger i kommunen Towong och delstaten Victoria, omkring 320 kilometer nordost om delstatshuvudstaden Melbourne. Antalet invånare är 1 218.
Trakten runt Corryong är nära nog obefolkad, med mindre än två invånare per kvadratkilometer.. Det finns inga andra samhällen i närheten. 
Trakten runt Corryong består till största delen av jordbruksmark. Genomsnittlig årsnederbörd är 1 355 millimeter. Den regnigaste månaden är mars, med i genomsnitt 159 mm nederbörd, och den torraste är januari, med 60 mm nederbörd.